# PC-UX
A PC-UX a NEC Corporation által x86 architektúrára kifejlesztett megszűnt UNIX System III átirat (port). Az operációs rendszert a vállalat APC III, illetve egyes PC-9800 modellekhez forgalmazta.
A PC-UX v1.0 a megjelenésekor még nem minden PC teljesítette egy - alapvetően nagyszámítógépekre tervezett - Unix futtatásához szükséges minimális hardver- és szoftverkövetelményeket (pl. memória menedzsment funkció). A PC-9800 modellek esetén például külön bővítőkártya volt szükséges ezek teljesítéséhez. Lehetőség volt arra, hogy a PC-UX és az MS-DOS egy merevlemezen, egymás mellett helyezkedjenek el. A fájlátvitelt PC-UX-oldali alkalmazások biztosították.
1985-ben a PC-UX ajánlott kisfogyasztói ára APC III modellek opcionális termékeként $700 volt.
A NEC a PC-UX-et követően a UNIX System V átiratát készítette el PC-UX/V néven.